# George Sinner
George Albert Sinner, född 29 maj 1928 i Fargo, North Dakota, död 9 mars 2018 i Fargo, North Dakota, var en amerikansk demokratisk politiker. Han var den 29:e guvernören i delstaten North Dakota 1985–1992.
Sinner avlade 1950 sin grundexamen i filosofi vid St. John's University i Minnesota och tjänstgjorde därefter i Koreakriget i Air National Guard. Sinner gifte sig den 10 augusti 1951 med Elizabeth Jane Baute och paret fick tio barn; sex söner och fyra döttrar.
Sinner var verksam inom jordbrukssektorn i North Dakota. I delstatens senat var han från 1962 till 1966. Republikanen Mark Andrews besegrade honom år 1964 i valet till USA:s representanthus.
Sinner efterträdde 1985 Allen I. Olson som guvernör och efterträddes 1992 av Ed Schafer. Senator Quentin Northrup Burdick avled år 1992 och Sinner utnämnde änkan Jocelyn Burdick till senaten.